# Свет криминала
Свет криминала (хинд. युद्ध) је индијски филм из 1985. године.

## Улоге
| Глумац        | Улога                 |
| ------------- | --------------------- |
| Џеки Шроф     | Инспектор Викрам      |
| Анил Капур    | Авинаш Ратод / Џуниор |
| Тина Муним    | Анита / Рита          |
| Нутан         | Савитри Деви          |
| Дени Дензонпа | Чиној / Гама Матин    |
| Девен Верма   | Инспектор Савант      |
| Хема Малини   | Нафиса Катун          |
| Шатруган Сина | Мојнудин Кан          |